# オヴィディウ・ホバン
オヴィディウ・シュテファン・ホバン（Ovidiu Ștefan Hoban 、1982年12月27日 - ）は、ルーマニア・マラムレシュ県バヤ・マレ出身の元プロサッカー選手。元ルーマニア代表。現役時代のポジションは、ミッドフィールダー(DMF)。

## 経歴

### クラブ
ドイツ6部のFKクラウセンというチームでキャリアをスタート。その後ルーマニアに戻り、2005年から加入したCSガズ・メタン・メディアシュでは主力を担いリーグ戦200試合近くに出場した。FCペトロルル・プロイェシュティでは2013年にカップタイトルを獲得。
2014年、イスラエルのハポエル・ベエルシェバFCに移籍。2016年と2017年の2回、リーグタイトルを獲得した。
2017年夏、CFRクルジュに移籍し母国復帰。

### 代表
2014年6月の親善試合・サッカートリニダード・トバゴ代表戦で後半から出場しA代表デビュー。2015年10月のUEFA EURO 2016予選・ フィンランド代表戦で初ゴール。本戦ではフランス代表戦とアルバニア代表戦に出場した。

## 代表歴
- ルーマニア
  - UEFA EURO 2016

### ゴール
| No. | 開催日        | 開催地     | 対戦相手     | 得点 | 結果 | 試合概要           |
| --- | ------------- | ---------- | ------------ | ---- | ---- | ------------------ |
| 1.  | 2015年10月8日 | ブカレスト | フィンランド | 1–1  | 1–1  | UEFA EURO 2016予選 |

## タイトル

### クラブ
FCペトロルル・プロイェシュティ
- クパ・ロムニエイ: 2012–13

ハポエル・ベエルシェバFC
- イスラエル・プレミアリーグ: 2015–16, 2016-17
- イスラエル・スーパーカップ: 2016

CFRクルジュ
- リーガ1: 2017-18, 2018-19, 2019-20, 2020-21, 2021-22
- スーペルクパ・ロムニエイ: 2018, 2020